# Bisbat d'Alife-Caiazzo
El bisbat d'Alife-Caiazzo —Diocesi di Alife-Caiazzo (italià); Dioecesis Aliphana-Caiacensis o Caiatina (llatí)— és un bisbat de l'Església catòlica sufragani de l'arquebisbat de Nàpols, que pertany a la regió eclesiàstica Campània. El 2012 tenia 69.572 batejats d'un total de 70.000 habitants. Està regida pel bisbe Valentino Di Cerbo.

## Territori
La diòcesi comprèn 24 municipis de la Campània (Alife, Caiazzo, Piedimonte Matese, Formicola, Ruviano, Liberi, Dragoni, Castel di Sasso, San Potito Sannitico, Castello del Matese, Raviscanina, Letino, Ailano, Baia e Latina, Castel Campagnano, Pontelatone, Sant'Angelo d'Alife, Prata Sannita, San Gregorio Matese, Piana di Monte Verna, Pratella, Valle Agricola, Alvignano i part dels municipis de Calvisi i Carattano (la resta pertany a la diòcesi de Cerreto Sannita-Telese-Sant'Agata de' Goti), tots ells pertanyen a la província de Caserta, amb una població de prop de 70.000 habitants.
La seu episcopal és la ciutat d'Alife, on es troba la catedral de Santa Maria Assunta. A Caiazzo es troba la catedral de Maria Santissima Assunta e Santo Stefano Vescovo.
El territori està dividit en 44 parròquies.

## Història

### Diòcesi d'Alife
Els orígens de la diòcesi són incerts. Segons una tradició ben establerta, que es remunta als temps apostòlics, hauria estat fundada per sant Pere, sent el primer a proclamar l'Evangeli a Alife; per a altres autors, però, la creació de la diòcesi va ser en època de Constantí. Certament, en 533 el cristianisme s'havia estès a la regió, com ho testifica el descobriment d'una làpida de tres germans, en la qual ells mateixos es diuen cristians.
Entre els participants en els concilis celebrats a Roma en 499 i en 501 presidits pel Papa Símmac hi ha Claro, el primer bisbe del qual tenim notícies certes. Al segle v es remunta un fragment d'inscripció en la qual s'anomena un altre bisbe, Severo.
El 876, una incursió dels sarraïns va destruir tota la ciutat, incloent l'antiga catedral de Santa Maria, situada dins de la muralla romana (a la cantonada de l'actual Porta Romana i Porta Piedimonte), les ruïnes de les quals eren visibles a les primeres dècades del segle xx.
En el període de la dominació llombarda, la diòcesi d'Alife va romandre sense bisbe. El 26 de maig de 969, el papa Joan XIII nomenà Landolfo arquebisbe de Benevent, concedint-li el dret a elegir els bisbes sufraganis, entre els quals es va restaurar el títol d'Alfie. El bisbe de la reconstitució és Paulo. En aquest moment va esdevenir seu sufragània de Benevent.
A la cripta de la nova catedral, en diferents inscripcions probablement transferides de l'església anterior, es recorden els noms dels bisbes des del principi del segle xi, amb els noms de llatinitzat de Gosfridus, Vitus (que va viure en 1020) i Arechis, que ocupà el càrrec en el bienni 1059- 1061.
A la segona meitat del segle, la família normanda Drengot Quarrel va conquerir el territori i l'episcopat alifanès van adquirir una importància considerable. El 1131 Rainulf II, comte d'Alife, Caiazzo i Sant'Agata de' Goti, va sol·licitar i va obtenir de l'antipapa Anaclet II les relíquies de Sant Sixt I Papa i màrtir, que més tard va esdevenir el sant patró de la ciutat i de la diòcesi. A ell se li dedicà la Catedral, que al llarg dels segles ha sofert nombroses transformacions i reconstruccions i actualment està dedicada a Santa Maria de l'Assumpció.
Els bisbes del segle xii coneguts en la historiografia són Roberto, Pietro, Baldovino i Landolfo.
Altres exemples de bisbes que van sorgir durant l'edat mitjana van ser: Alferio, bisbe electe en 1252 i traslladat el 1254 a Viterbo; i (de la mateixa família) Giovanni De Alferis, gràcies al qual es va salvar el preciós manuscrit Gli arcani historici, l'oncle Niccolò Alunno, gran conseller del rei Ladislao.
En l'època del Renaixement es pot recordar: Sebastiano Pighi, bisbe entre 1546 i 1547, que va ser nomenat cardenal; l'escriptor Antonio Agustín de Saragossa, enviat a Anglaterra com nunci del Papa Juli III per al matrimoni de Felip II d'Espanya amb Maria Tudor i Giacomo Gilberto de Nogueras, capellà de la reina de Bohèmia i de l'arxiduc Ferran, que va ser un dels més actius participants en el Concili de Trento.
En aquest període la ciutat d'Alife va experimentar un període de declivi perquè el bisbe Giacomo Gilbert de Nogueras es va traslladar a Piedimonte d'Alife, residència mantinguda pels seus successors fins a l'actualitat.
El 10 de juny de 1651, el bisbe Pietro Paolo de Medici va fundar el seminari diocesà de Castello d'Alife, gràcies al llegat d'un benefactor generós; més tard, el bisbe Giuseppe de Lazzara el traslladà a la ubicació actual a Piedimonte.
El 27 de juny de 1818 el Papa Pius VII va suprimir la diòcesi d'Alife amb la butlla De utiliori; no obstant això, la diòcesi va ser restaurada el 14 de desembre de 1820 amb la butlla Adorandi del mateix Papa, qui la va unir aeque principaliter a la diòcesi de Telese.
El 6 de juliol de 1852, amb la butlla Compertum nobis del Papa Pius IX, acabà la unió amb Telese, i Gennaro Di Giacomo, ja bisbe de les seus unides, va optar per Alife col·locar la seva seu, igual que els seus predecessors, a Piedimonte.
Durant el segle xx es va ser distingir la figura del bisbe Luigi Novello, en el moment de l'ocupació alemanya; seguit per Virginio Dondeo, expert proclamador de la Paraula de Déu, posteriorment bisbe de Todi i Orvieto, i Raffaele Pellecchia, qui més tard va esdevenir arquebisbe de Sorrento i Castellammare di Stabia, que va participar en el Concili Vaticà II.

### Diòcesi de Caiazzo
Segons una antiga llegenda popular, l'evangelització de la ciutat de Caiazzo va ser obra de l'apòstol Pere o de Sant Prisco, un dels setanta deixebles, que hauria estat el primer bisbe. La llegenda es connectaria al viatge que va fer Sant Pere des de Nàpols per arribar a Roma i es recolza en les ruïnes d'un antic temple subterrani trobat a l'església parroquial del segle xviii de Sant Pietro del Franco. Segons altres tradicions, el primer bisbe caiatí es remunta a l'any 70 i va ser un tal Arrigo o Argizio Seniore.
El primer bisbe històricament documentat és Orso, esmentat el 966. El bisbe més representatiu d'aquest període medieval és sant Stefano Minicillo que des 979 va ser bisbe durant 44 anys. Establerta la seu metropolitana de Càpua el 966, l'arquebisbe Giovanni va delinear els límits de la diòcesi de Caiazzo i eligí Orso com a bisbe. A la seva mort, l'arquebisbe Gilberto i el príncep de Càpua Pandolfo Testadiferro elegiren per aquesta seu Stefano Minicillo, antic rector de l'església de SS Salvatore Maggiore a Càpua, nascut el 935 en Macerata Campània; el mateix arquebisbe metropolità el va consagrar bisbe. L'1 de novembre de 979, amb un acte públic i solemne, l'arquebisbe metropolità Gilberto va tornar a confirmar els límits de la diòcesi de Caiazzo, va confiar el bisbe electe i consagrà Stefano, que va donar instruccions especials sobre la seva missió episcopal en aquesta terra. La butlla de l'1 de novembre va ser un veritable acte d'establiment oficial, pel Metropolità de Càapua, de la diòcesi de Caiazzo per apostolicam istitutionem suo archepiscopatui subiecta. També cal esmentar Sant Ferran d'Aragó, d'origen aragonès, que va ser bisbe de 1070 a 1082. Altres bisbes que destaquen entre els segles xiii i xiv són Almondo, Nicola i Andrea, dels quals es conserven a l'arxiu episcopal moltes actes i butlles.
Durant els dos segles següents, alguns bisbes i administradors apostolioci Caiazzo eren cardenals, incloent: Oliviero Carafa, més tard arquebisbe de Nàpols, Antonio Maria Ciocchi del Monte; Ascanio Parisani, de Tolentino, després es va traslladar a Rímini.
En aquest moment la majoria dels bisbes pertanyien a famílies nobles caiatines. Cal recordar Fabio Frangipane Mirto presentat per Sant Carles Borromeo, que va ser secretari del Concili de Trento i va fundar el seminari diocesà i després, per les seves habilitats diplomàtiques, va ser nomenat d'Arquebisbe titular de Nazareth.
Fins i tot Ottavio Frangipane Mirto després de ser bisbe de Caiazzo va fer una discreta carrera, abat de Sant Benet de Càpua, més tard va ser nomenat pel Papa Sixt V governador de Bolonya, després nunci apostòlic a Colònia i, finalment, l'arquebisbe de Tàrent.
Durant el segle xvii, cal recordar el bisbe Filippo Benedetto tant per les seves habilitats com a pastor com per haver construït en el seu propi cost les muralles de la ciutat.
La diòcesi de Caiazzo va ser suprimida pel Papa Pius VII, en aplicació del concordat entre el Regne de les Dues Sicílies i la Santa Seu, amb la butlla De utiliori del 27 de juny de 1818 i el seu territori va ser annexat a la diòcesi de Caserta. L'arquebisbe de Càapua, Francesco Serra-Cassano, va tractar de restaurar l'antiga seu; a l'agost de 1831, de fet, els fidels de Caiazzo va recórrer al rei de Nàpols Ferran II per a la restauració de la seva diòcesi suprimida. El sobirà va considerar just contactar amb l'Arquebisbe Metropolità de Càpua, l'únic competent per resoldre la delicada qüestió. Francesco Serra-Cassano, després d'un mes de la seva creació com a cardenal, es va prendre molt seriosament el tema i amb molta determinació ho tractà amb la Seu Apostòlica durant divuit anys. El Cardenal va tenir èxit: el 16 de gener de 1850, amb la butlla Si semper optandum, el Papa Pius IX va restaurar la diòcesi de Caiazzo, declarant-la sufragània de la seu metropolitana de Càapua. Amb el mateix esperit, el Papa Pius IX va nomenar administrador apostòlic de la diòcesi de Caiazzo el Metropolità de Càpua Francesco Serra-Cassano; aquesta última es va comprometre a pagar al bisbe de Caserta una pensió anual de 3.000 ducats. Canònicament restaurat a la diòcesi el 16 de desembre de 1849, el cardenal va prendre possessió canònica com a administrador apostòlic el 13 de gener de 1850. La diòcesi de Caiazzo va tornar a ser suffragaria de l'arxidiòcesi de Càpua i el 15 de març de 1852 es va transferir a Gabriele Gizzi, ja bisbe de Crotone i originari de Curti, que va ser consagrat bisbe pel cardenal Serra di Cassano a la catedral de Càpua el 24 de juny de 1849.
En els últims temps la figura Nicola Maria Di Girolamo, bisbe des 1922 al 1963, va tenir un gran impacte en la diòcesi de Caiazzo, el seu episcopat cobrí el difícil període de la Segona Guerra Mundial; va fer celebrar dos sínodes i dos Congressos Eucarístics, l'últim d'ells el 1935 coincidint amb el mil·lenari del naixement de Sant Esteve. Abans de morir Di Girolamo també va participar en les primeres sessions del Concili Vaticà II. Després de la seva mort el 1963 la diòcesi va ser novament confiada a l'arquebisbe metropolità de Càapua, Tommaso Leonetti; posteriorment, el 30 de setembre de 1986 va ser unida aeque principaliter a la d'Alife, formant amb aquest, l'actual seu d'Alife-Caiazzo.

### Diocesi d'Alife-Caiazzo
Entre els anys seixanta i setanta del segle xx, les dues diòcesis van romandre vacants, fins al 8 d'abril de 1978, quan Angelo Campagna va ser nomenat bisbe d'ambdues seus, que van quedar per tant unides in persona episcopi.
El 13 d'abril de 1979 les dues diòcesis van passar a formar part de la província eclesiàstica de l'arxidiòcesi de Nàpols.
El 30 de setembre de 1986, en virtut del decret Instantibus votis de la Congregació per als Bisbes, les dues seus d'Alife i Caiazzo es van unir amb la fórmula de plena unione i la nova circumscripció eclesiàstica va prendre el seu nom actual.

## Episcopologi
Bisbes d'Alife
- Claro † (inicis de 499 - finals de 501)
- Severo † (segle vi)
- Anonimo † (citat el 750)
- Anonimo † (citat el 770)
- Paolo † (citat el 779)
- Anonimo † (citat el 865)
- Leone † (citat el 978)
- Paolo † (inicis de 982 - finals de 985)
- Vito † (998 - finals de 1020)
- Goffredo † (segle xi)
- Arechi † (inicis de 1059 - finals de 1061)
- Roberto I † (inicis de 1098 - finals de 1100)
- Roberto II † (inicis de 1026 - finals de 1142)
- Pietro † (citat el 1148)
- Baldovino † (inicis de 1179 - finals de 1189)
- Landolfo † (citat el 1200)
- Anonimo † (primera meitat del segle xiii)
- Alferio † (27 d'abril de 1252 - 27 de gener de 1254 nomenat bisbe de Viterbo e Tuscania)
- Romano, O.P. † (28 de març de 1254 - ?)
- Gentile † (inicis de 1291 - ?)
- Pietro † (citat el 1305)
- Filippo † (citat el 1309)
- Nicola †
- Tommaso di Fondi † (8 de març de 1346 - ?)
- Bertrando † (3 de desembre de 1348 - ? mort)
- Giovanni † (10 de novembre de 1361 - ?)
- Andrea †
- Guglielmo † (vers 1380)
- Giovanni Alferio † (10 de maig de 1389 - 1412 mort)
- Angelo Sanfelice † (13 de febrer de 1413 - 1457 mort)
- Antonio Moretti, O.P. † (1 de març de 1458 - 1482 mort)
- Giovanni Bartoli † (16 de desembre de 1482 - 1486 mort)
- Giovanni Zefra † (6 de setembre de 1486 - 1504 mort)
- Angelo Sacco † (15 d'abril de 1504 - 1529 mort)
- Bernardino Fumarelli † (16 d'agost de 1529 - 13 de novembre de 1532 nomenat bisbe de Sulmona e Valva)
- Michele Torelli † (13 de novembre de 1532 - 6 d'abril de 1541 nomenat bisbe d'Anagni)
- Ippolito Marsigli † (6 d'abril de 1541 - 1546 mort)
- Sebastiano Antonio Pighini † (27 d'agost de 1546 - 4 de juny de 1548 nomenat bisbe de Ferentino)
- Filippo Serragli, O.S.B.Oliv. † (4 de juny de 1548 - 1555 mort)
- Antoni Agustí i Albanell † (15 de desembre de 1557 - 8 d'agost de 1561 nomenat bisbe de Lleida)
- Diego Gilberto Nogueras † (8 d'agost de 1561 - 1566 mort)
- Angelo Rossi † (31 de gener de 1567 - 1568 mort)
- Giovan Battista Santoro † (19 de novembre de 1568 - 8 de gener de 1586 nomenat bisbe de Tricarico)
- Enrico Cini, O.F.M.Conv. † (8 de gener de 1586 - 1598 mort)
- Modesto Gavazzi, O.F.M.Conv. † (7 d'agost de 1598 - agost de 1608 mort)
- Valerio Seta, O.S.M. † (24 de novembre de 1608 - 1625 mort)
- Gerolamo Maria Zambeccari, O.P. † (7 d'abril de 1625 - 11 d'abril de 1633 nomenat bisbe de Minervino)
- Giovanni Michele Rossi, O.Carm. † (11 d'abril de 1633 - 1639 mort)
- Pietro Paolo Medici † (11 d'abril de 1639 - octubre de 1656 mort)
- Enrico Borghi, O.S.M. † (25 de febrer de 1658 - novembre de 1658 mort)
- Sebastiano Dossena, B. † (21 d'abril de 1659 - 1664 mort)
- Domenico Caracciolo † (31 de març de 1664 - octubre de 1675 mort)
- Giuseppe de Lazzara, C.R.M. † (23 de març de 1676 - 2 de març de 1702 mort)
- Angelo Maria Porfirio † (5 de març de 1703 - 23 de juliol de 1730 mort)
- Gaetano Iovone † (11 de desembre de 1730 - 31 d'octubre de 1733 mort)
- Pietro Abbondio Battiloro † (18 de desembre de 1733 - 17 d'octubre de 1735 mort)
- Egidio Antonio Isabelli † (2 de desembre de 1735 - 3 de gener de 1752 mort)
- Carlo Rosati † (20 de març de 1752 - 17 de febrer de 1753 mort)
- Innocenzo Sanseverino † (12 de març de 1753 - 29 de desembre de 1756 renuncià)
- Filippo Sanseverino † (3 de gener de 1757 - 29 de gener de 1770 renuncià)
- Francesco Ferdinando Sanseverino, P.O. † (29 de gener de 1770 - 15 d'abril de 1776 nomenat arquebisbe de Palerm e Monreale)
- Emilio Gentile † (15 de juliol de 1776 - 24 de febrer de 1822 mort)
- Raffaele Longobardi, P.O. † (19 d'abril de 1822 - 23 de setembre de 1822 mort)
- Giovanni Battista de Martino di Pietradoro, P.O. † (3 de maig de 1824 - 1 de maig de 1826 mort)
- Carlo Puoti † (3 de juliol de 1826 - 14 de març de 1848 mort)
- Gennaro Di Giacomo † (22 de desembre de 1848 - 1 de juliol de 1878 mort)
- Luigi Barbato Pasca di Magliano † (1 de juliol de 1878 - 8 de desembre de 1879 mort)
- Girolamo Volpe † (27 de febrer de 1880 - 9 d'agost de 1885 mort)
- Antonio Scotti † (15 de gener de 1886 - 24 de març de 1898 renuncià)
- Settimio Caracciolo di Torchiarolo † (24 de març de 1898 - 10 d'abril de 1911 nomenat bisbe d'Aversa)
- Felice Del Sordo † (12 d'octubre de 1911 - 7 de juliol de 1928 mort)
- Luigi Noviello † (29 de juliol de 1930 - 20 de setembre de 1947 mort)
- Giuseppe Della Cioppa † (2 de desembre de 1947 - 1 d'abril de 1953 renuncià)
- Virginio Dondeo † (29 de maig de 1953 - 22 de juliol de 1961 nomenat bisbe d'Orvieto)
- Raffaele Pellecchia † (1 de setembre de 1961 - 19 de març de 1967 nomenat arquebisbe coadjutor de Sorrento)
  - Sede vacante (1967-1978)
- Angelo Campagna † (8 d'abril de 1978 - 30 de setembre de 1986 nomenat bisbe d'Alife-Caiazzo)

Bisbes de Caiazzo
- Gisulfo ? † (citat el 776)
- Orso I † (citat el 966)
- Santo Stefano Minicillo † (979 - 29 d'octubre de 1023 mort)
- Giacinto † (1024 - ?)
- San Ferran d'Aragó † (finals de 1070 - 27 de juny de 1082 mort)
- Costantino † (citat el 1098)
- Pietro I † (citat el 1108)
- Tommaso † (citat el 1109)
- Orso II † (inicis de 1117 - finals de 1123)
- Stazio † (inicis de 1133)
- Guglielmo I † (inicis de 1155 - ? deposat)
- Giovanni I † (1168 - 1175 mort)
- Guglielmo II † (1175 - 9 de gener de 1181 mort)
- Goffredo † (citat el 1183)
- Giovanni II † (1195 - 1 de setembre de 1224 mort)
- Giacomo † (inicis de 1225 - 1253)
- Nicola † (1253 - 1257)
- Andrea Riccardi † (1257 - 1272 mort)
- Giovanni III † (30 d'abril de 1274 - 23 d'agost de 1275 mort)
- Andrea † (1275 - 26 de febrer de 1283 mort)
- Gerardo da Narni † (1283 - 18 de setembre de 1293 mort)
- Pietro II † (de febrer de 1294 - 26 de juny de 1308 mort)
- Giovanni IV † (21 de desembre de 1308 - inicis de 27 d'abril de 1309 mort)
- Tommaso de Pascasio † (27 d'abril de 1309 - 14 d'agost de 1333 mort)
- Giovanni Mottola † (20 d'octubre de 1333 - 21 d'abril de 1356 mort)
- Ruggero Valenti, O.F.M. † (27 de juny de 1362 - 3 de març de 1375 mort)
- Francesco Zancati † (9 d'abril de 1375 - 1378 ? deposat)
  - Bartolomeo da Todi, O.F.M. † (16 de desembre de 1383 - ? mort) (antibisbe)
  - Andrea di Amandola, O.F.M. † (11 de juliol de 1393 - ?) (antibisbe)
- Bartolomeo † (1379 - vers 1391 mort)
- Giovanni Antonello Gattoli † (11 de gener de 1391 - octubre de 1393 mort)
- Francesco † (13 d'octubre de 1393 - octubre de 1404 mort)
- Andrea Serao † (17 de novembre de 1404 - 12 de juny de 1422 mort)
- Giovanni d'Aversa † (6 de juliol de 1422 - 1445 mort)
- Antonio d'Errico † (23 de març de 1446 - 24 d'abril de 1472 mort)
- Giuliano Mirto Frangipane † (11 de maig de 1472 - 16 de juny de 1480 nomenat bisbe de Tropea)
- Giacomo de Luciis † (16 de juny de 1480 - finals de 1503 mort)[3]
  - Oliviero Carafa † (1506 - 9 de juliol de 1507 renuncià) (administrador apostòlic)
- Vincio Maffa † (9 de juliol de 1507 - 1517 mort)
- Galeazzo Butrigario † (10 de desembre de 1518 - 1518 mort)
- Bernardino de Prato † (1 de juny de 1520 - 1522 mort)
- Vianesio Albergati † (29 d'octubre de 1522 - octubre de 1527 mort)
- Ascanio Parisani † (3 de gener de 1528 - 24 de maig de 1529 nomenat bisbe de Rimini)
  - Antonio Maria Ciocchi del Monte † (24 de maig de 1529 - 18 de juny de 1529 renuncià) (administrador apostòlic)
- Alessandro Mirto † (18 de juny de 1529 - 10 de juliol de 1537 renuncià)
- Fabio Mirto Frangipane † (10 de juliol de 1537 - 5 de novembre de 1572 nomenat arquebisbe titular de Nazareth)
- Ottavio Mirto Frangipane † (19 de novembre de 1572 - 9 de març de 1592 nomenat bisbe de Tricarico)
- Orazio Acquaviva, O.Cist. † (12 de juny de 1592 - 13 de juny de 1617 mort)
- Paolo Filomarino, C.R. † (18 de setembre de 1617 - 27 de maig de 1623 mort)
- Filippo Benedetto de Sio, O.F.M. † (8 de desembre de 1623 - 21 d'octubre de 1641 nomenat bisbe de Boiano)
- Sigismondo Taddei † (27 de novembre de 1641 - 4 de desembre de 1647 mort)
- Francesco Perrone † (23 de novembre de 1648 - 2 d'octubre de 1656 mort)
- Giuseppe Petagna † (15 de gener de 1657 - 12 de setembre de 1679 mort)
- Giacomo Villani † (27 de novembre de 1679 - 5 de novembre de 1690 mort)
- Francesco Bonesana, C.R. † (24 de març de 1692 - 14 de novembre de 1695 nomenat bisbe de Como)
- Maioranus Figlioli † (20 de febrer de 1696 - 27 de maig de 1712 mort)
- Giacomo Falconi † (14 de març de 1718 - 28 d'agost de 1727 mort)
- Costantino Vigilante † (26 de novembre de 1727 - 27 d'abril de 1754 mort)
- Giuseppe Antonio Piperni † (22 de juliol de 1754 - 14 d'octubre de 1780 mort)
  - Sede vacante (1780-1792)
- Filippo d'Ambrogio † (27 de febrer de 1792 - 3 d'abril de 1799 mort)
  - Sede vacante (1799-1818)
  - Sede soppressa (1818-1850)
- Gabriele Ventriglia † (15 de març de 1852 - 10 de desembre de 1859 mort)
- Luigi Riccio † (23 de març de 1860 - 9 de novembre de 1873 mort)
- Giuseppe Spinelli † (15 de juny de 1874 - 14 de novembre de 1883 mort)
- Raffaele Danise, M.I. † (24 de març de 1884 - 8 de gener de 1898 mort)
- Felice de Siena † (24 de març de 1898 - 26 de gener de 1902 mort)
- Federico de Martino † (20 de juny de 1902 - 1907 renuncià)
- Adolfo Turchi † (30 de juny de 1909 - 8 de setembre de 1914 renuncià)
- Luigi Ermini † (4 de desembre de 1914 - 13 de juny de 1921 nomenat bisbe de Fabriano e Matelica)
- Nicola Maria di Girolamo † (16 d'agost de 1922 - 5 de juliol de 1963 mort)
  - Sede vacante (1963-1978)
- Angelo Campagna † (8 d'abril de 1978 - 30 de setembre de 1986 nomenat bisbe d'Alife-Caiazzo)

Bisbes d'Alife-Caiazzo
- Angelo Campagna † (30 de setembre de 1986 - 10 de desembre de 1990 mort)
- Nicola Comparone † (10 de desembre de 1990 - 5 de gener de 1998 mort)
- Pietro Farina † (16 de febrer de 1999 - 25 d'abril de 2009 nomenat bisbe de Caserta)
- Valentino Di Cerbo, des del 6 de març de 2010

## Demografia
A finals del 2012, la diòcesi tenia 69.572 batejats sobre una població de 70.000 persones, equivalent al 99,6% del total.
| any                     | població | població | població | sacerdots | sacerdots       | sacerdots       | sacerdots             | diaques | religiosos | religiosos | parroquies |
| ----------------------- | -------- | -------- | -------- | --------- | --------------- | --------------- | --------------------- | ------- | ---------- | ---------- | ---------- |
| any                     | batejats | total    | %        | total     | clergat secular | clergat regular | batejats por sacerdot | diaques | homes      | dones      |            |
| diòcesi d'Alife         |          |          |          |           |                 |                 |                       |         |            |            |            |
| 1959                    | 36.247   | 36.257   | 100,0    | 47        | 35              | 12              | 771                   |         | 17         | 97         | 20         |
| 1970                    | 36.596   | 36.670   | 99,8     | 37        | 33              | 4               | 989                   |         | 4          |            | 19         |
| 1980                    | 46.810   | 46.880   | 99,9     | 39        | 25              | 14              | 1.200                 |         | 23         | 86         | 20         |
| diòcesi de Caiazzo      |          |          |          |           |                 |                 |                       |         |            |            |            |
| 19590                   | 35.000   | 35.000   | 100,0    | 40        | 37              | 3               | 875                   |         | 4          | 40         | 36         |
| 1959                    | 31.500   | 31.500   | 100,0    | 43        | 40              | 3               | 732                   |         | 3          | 36         | 35         |
| 1970                    | 35.595   | 35.620   | 99,9     | 70        | 37              | 3               | 889                   |         | 3          | 40         | 36         |
| 1980                    | 35.900   | 37.400   | 96,0     | 32        | 28              | 4               | 1.121                 |         | 4          | 12         | 36         |
| diòcesi d'Alife-Caiazzo |          |          |          |           |                 |                 |                       |         |            |            |            |
| 1987                    | 63.200   | 65.000   | 97,2     | 61        | 43              | 18              | 1.036                 |         | 19         | 90         | 56         |
| 1999                    | 68.500   | 70.000   | 97,9     | 68        | 48              | 20              | 1.007                 |         | 20         | 60         | 44         |
| 2000                    | 68.500   | 70.000   | 97,9     | 68        | 48              | 20              | 1.007                 |         | 20         | 54         | 43         |
| 2001                    | 68.500   | 70.000   | 97,9     | 62        | 52              | 10              | 1.104                 | 1       | 10         | 48         | 44         |
| 2002                    | 67.500   | 69.000   | 97,8     | 60        | 53              | 7               | 1.125                 | 2       | 7          | 48         | 44         |
| 2003                    | 68.500   | 69.000   | 99,3     | 63        | 56              | 7               | 1.087                 | 1       | 7          | 48         | 44         |
| 2004                    | 67.600   | 69.000   | 98,0     | 61        | 51              | 10              | 1.108                 | 1       | 11         | 48         | 44         |
| 2006                    | 70.200   | 70.500   | 99,6     | 57        | 48              | 9               | 1.231                 | 4       | 25         | 46         | 44         |
| 2012                    | 69.572   | 70.000   | 99,4     | 56        | 47              | 9               | 1.242                 | 6       | 16         | 28         | 44         |